# Maantjes van Hippocrates

De oppervlakte van de twee manen is gelijk aan die van de rechthoekige driehoek.

Met de maantjes van Hippocrates, die aan de Griekse wiskundige Hippocrates van Chios omstreeks 430 v.Chr. wordt toegeschreven, kon men al in het voorchristelijke Griekenland aantonen dat oppervlaktes van door krommen begrensde figuren met rationale getallen konden worden berekend. Volgens de stelling van Pythagoras is de som van de oppervlaktes van vierkanten die tegen de rechthoekszijden van een rechthoekige driehoek aan liggen gelijk aan de oppervlakte van het vierkant dat tegen de hypotenusa van die driehoek aan ligt. De stelling van Pythagoras geldt ook voor andere gelijkvormige figuren dan vierkanten, in het bijzonder voor halve cirkels. Er zijn in de figuur drie halve cirkels getekend, waarvan de diameters met de de drie zijden van de driehoek samenvallen. De cirkel waarvan de diameter met de hypothenusa samenvalt gaat ook door de rechte hoek.

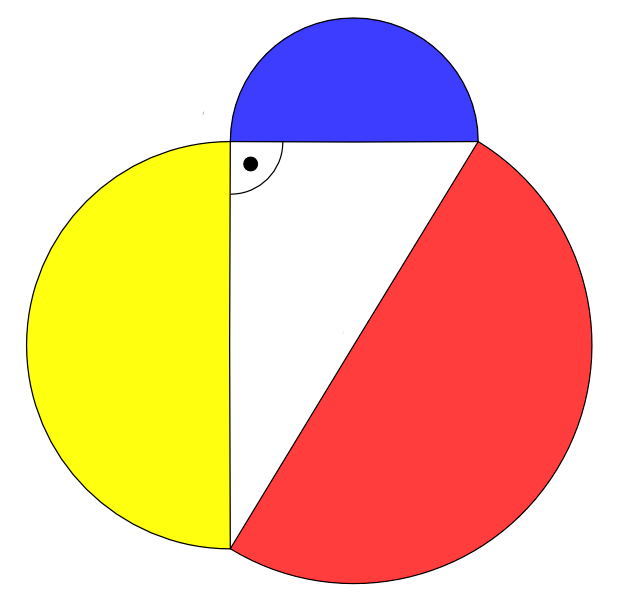
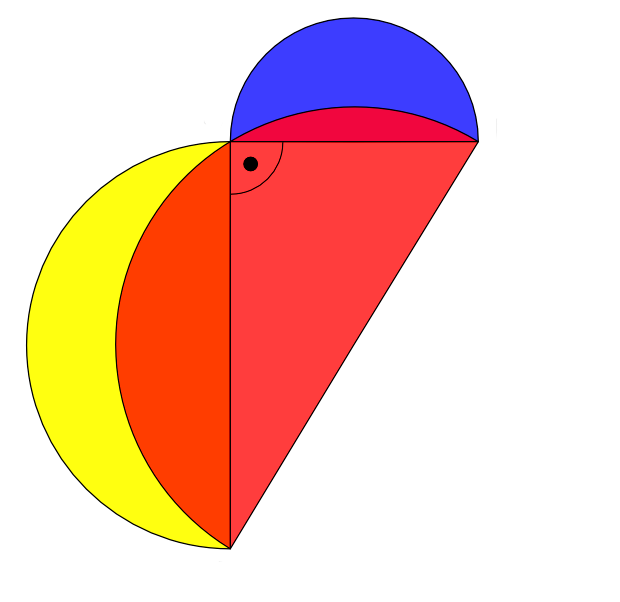
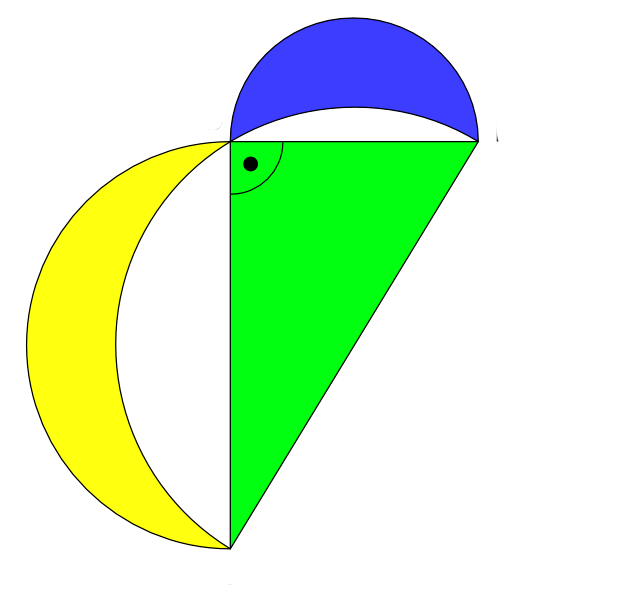